# Magda Sonja

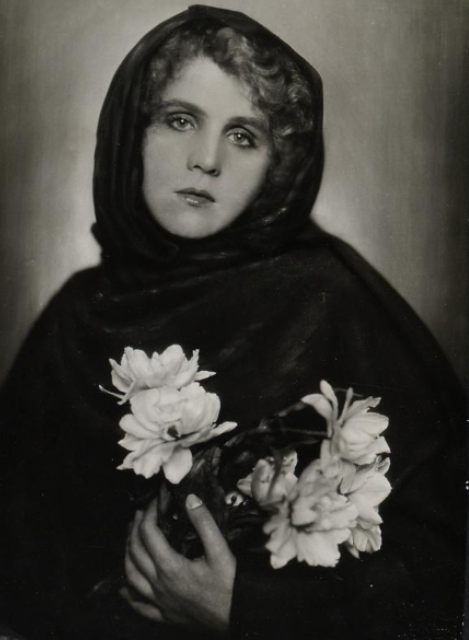
Magda Sonja nel 1925

Magda Sonja, nome d'arte di Venceslava Vesely (Hradištko, 23 maggio 1886 – Los Angeles, 15 agosto 1974), è stata un'attrice e cantante austriaca.

## Biografia
Magda Sonja iniziò la sua carriera nel cinema muto al Theater an der Wien, lavorando successivamente in diversi cabaret viennesi. Nel 1917, debuttò nel cinema, diventando una diva nei film prodotti dalla Sascha Film, una casa di produzione austriaca fondata nel 1910 dal conte Alexander Kolowrat-Krakowsky. Moglie del noto attore e regista Friedrich Fehér, fu protagonista di alcune pellicole dirette dal marito in Germania. L'attrice raggiunse il picco della sua carriera nel 1927 con Mata Hari e Maria Stuarda. 
Nel 1933, emigrò con il marito nel Regno Unito per poi recarsi nel 1936 negli Stati Uniti. Dal matrimonio con Fehér nacque Hans (1922-1958), deceduto in giovane età, il quale seguì le orme dei genitori abbracciando la carriera d'attore.

## Filmografia

### Cinema
- Das schwindende Herz, regia di Alfred Halm - cortometraggio (1917)
- Die Liebe einer Blinden, regia di Fritz Freisler e Friedrich Porges - cortometraggio (1917)
- Der Brief einer Toten, regia di Fritz Freisler - cortometraggio (1917)
- Um ein Weib, regia di Ernst Marischka e Hubert Marischka (1918)
- Das Nachtlager von Mischli-Mischloch, regia di Fritz Freisler (1918)
- Der Stärkere, regia di Conrad Wiene - cortometraggio (1918)
- Das andere Ich, regia di Fritz Freisler (1918)
- Don Juans letztes Abenteuer, regia di Karl Heiland (1918)
- Ihre beste Rolle, regia di H.K. Breslauer (1918)
- Die Spinne, regia di Conrad Wiene (1919)
- Hand des Schicksals, regia di L.M. Zwingenburg - cortometraggio (1919)
- Die Seele des Mörders, regia di L.M. Zwingenburg - cortometraggio (1919)
- Das Haupt der Medusa, regia di Franz Höbling - cortometraggio (1919)
- Die arge Nonne, regia di Artur Holz - cortometraggio (1920)
- Königin Draga, regia di Hans-Otto Löwenstein (1920)
- Opfer des Fluches, regia di L.M. Zwingenburg - cortometraggio (1920)
- Der Fluch der Hexe, regia di L.M. Zwingenburg - cortometraggio (1920)
- Auto 1472, regia di Franz Höbling - cortometraggio (1920)
- Drakula halála, regia di Károly Lajthay (1921)
- Alle Räder stehen still, regia di Franz Höbling (1921)
- Ilona, die Tragödie der Leidenschaft, regia di Ernest Toegel - cortometraggio (1921)
- Ihre Vergangenheit, regia di Sidney M. Goldin - cortometraggio (1921)
- Der Roman zweier Herzen, regia di Hans Homma (1921)
- Die Venus, regia di Hans Homma (1922)
- Die Geburt des Antichrist, regia di Friedrich Fehér (1922)
- Memorie di un monaco (Die Memoiren eines Mönchs), regia di Friedrich Feher (1922)
- Der Sohn des Galeerensträftlings, regia di Friedrich Feher (1923)
- Die Courtisane von Venedig, regia di Friedrich Feher (1924)
- Ssanin, regia di Friedrich Feher e Boris Nevolin (1924)
- Das graue Haus, regia di Friedrich Feher (1926)
- Verbotene Liebe, regia di Friedrich Feher (1927)
- Mata Hari (Mata Hari, die rote Tänzerin), regia di Friedrich Feher (1927)
- Die Geliebte des Gouverneurs, regia di Friedrich Feher (1927)
- Maria Stuarda (Maria Stuart, Teil 1 und 2), regia di Friedrich Fehér (1927)
- Draga Maschin, regia di Friedrich Feher (1927)
- Processo sensazionale (Sensations-Prozess), regia di Friedrich Fehér (1928)
- That Murder in Berlin, regia di Friedrich Feher (1929)
- Hotelgeheimnisse, regia di Friedrich Feher (1929)
- Kdyz struny lkají, regia di Friedrich Feher (1930)
- Ihr Junge, regia di Friedrich Feher (1931)
- L'uomo nero (Gehetzte Menschen), regia di Friedrich Feher (1932)
- The Robber Symphony, regia di Friedrich Feher (1936)